# チグリス座
チグリス座またはティグリス座（チグリスざ、ティグリスざ、River Tigris または Tigris）は、現在は使われていない星座の1つ。
チグリス川をモチーフとした星座で、オランダのペトルス・プランシウスが1612年に作成した地球儀上でヨルダン座と共に公表した。星図上のチグリス川は、ペガスス座から流れ出し、現在のこぎつね座の領域にあたるはくちょう座とわし座の間を通って、へびつかい座の右肩に辿り着くように描かれている。
1624年にドイツの天文学者のヤコブス・バルチウスが発表した星図にも描かれたが、その後はほとんど使われることがなく、ヨハン・ボーデの星図「ウラノメトリア」にも載っていない。